# 닥터 K
닥터 K는 1999년 1월 16일 개봉한 곽경택 감독의 대한민국의 영화이다.

## 배역
- 차인표 : 강지민 역
- 김혜수 : 표지수 역
- 김하늘 : 오새연 역
- 유인촌 : 이석명 역
- 박상면 : 박호동 역
- 서태화 : 3년차 역
- 안재모 : 인턴 역